# Curtara bermudensis
Curtara bermudensis är en insektsart som beskrevs av Freytag 1990. Curtara bermudensis ingår i släktet Curtara och familjen dvärgstritar. Inga underarter finns listade i Catalogue of Life.